# Castello di Giuliano
Il castello di Giuliano è un castello medievale costruito nel centro del villaggio di Giuliano di Lecce, nel territorio del comune di Castrignano del Capo. La fortezza è una delle poche nel Salento ad avere mantenuto l'originaria fisionomia intatta. Il fossato è ancora visibile. È sito in piazza castello.

## Storia
Il castello fu edificato nei primi anni del XVI secolo nel cuore antico del paese.  L'edificio fortificato è tuttora di proprietà privata.

## Architettura
Il castello presenta i caratteri propri dell'architettura militare del Cinquecento. Il prospetto principale, ai cui lati si elevano due torrioni di forma quadrata, è caratterizzato da cortine e da quattro alti bastioni verticali. Un ampio ponte ad archi, che supera il fossato, permette l'accesso all'interno del castello. La struttura è distribuita intorno a un ampio cortile centrale sul quale si affacciano tutti gli ambienti del piano terra e del primo piano. Il piano terra, destinato alle attività produttive, ospita le scuderie, le stalle, i depositi e i locali per la servitù; il piano superiore, destinato invece alla residenza del feudatario, ospita le stanze nobiliari.

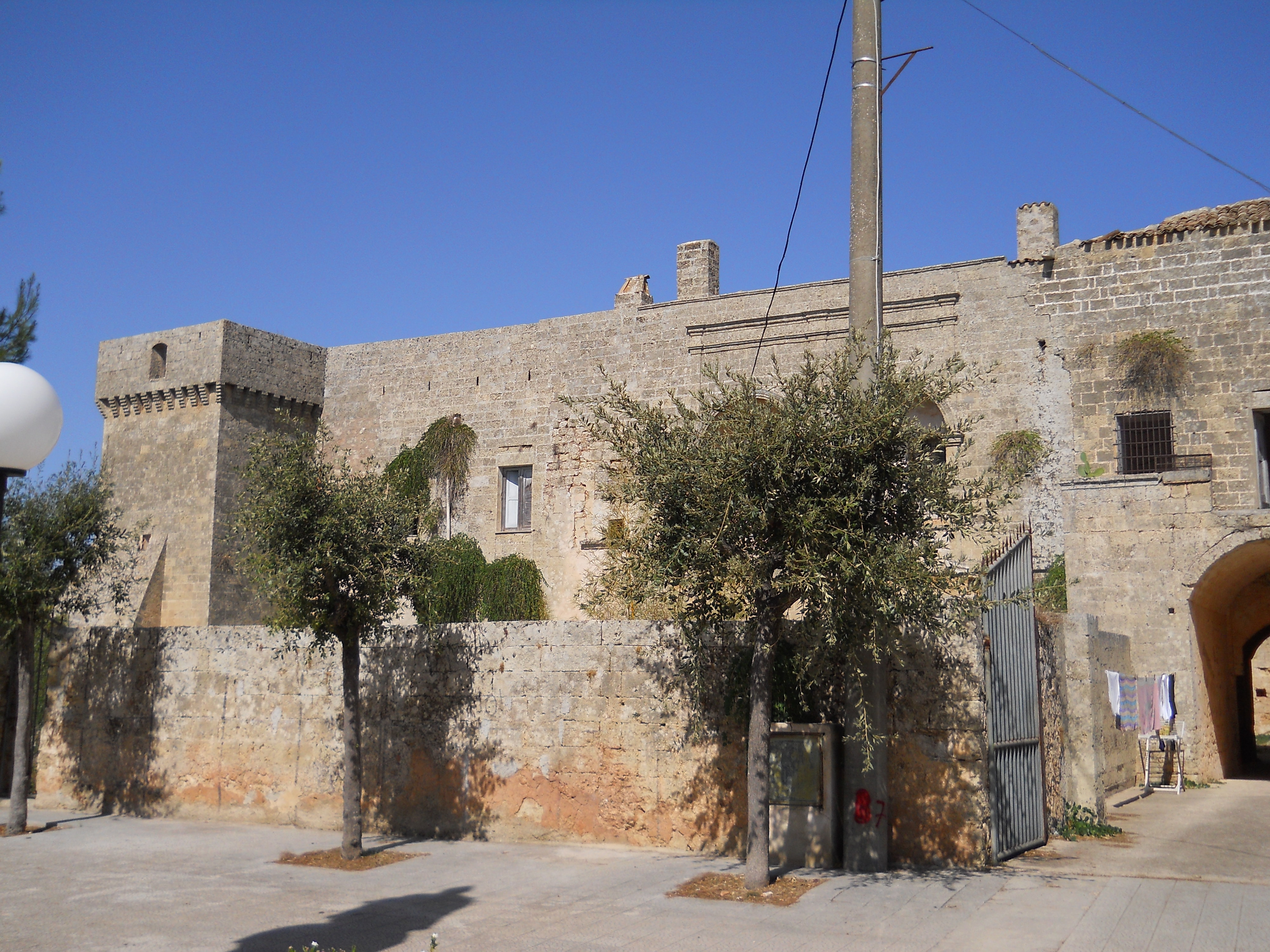
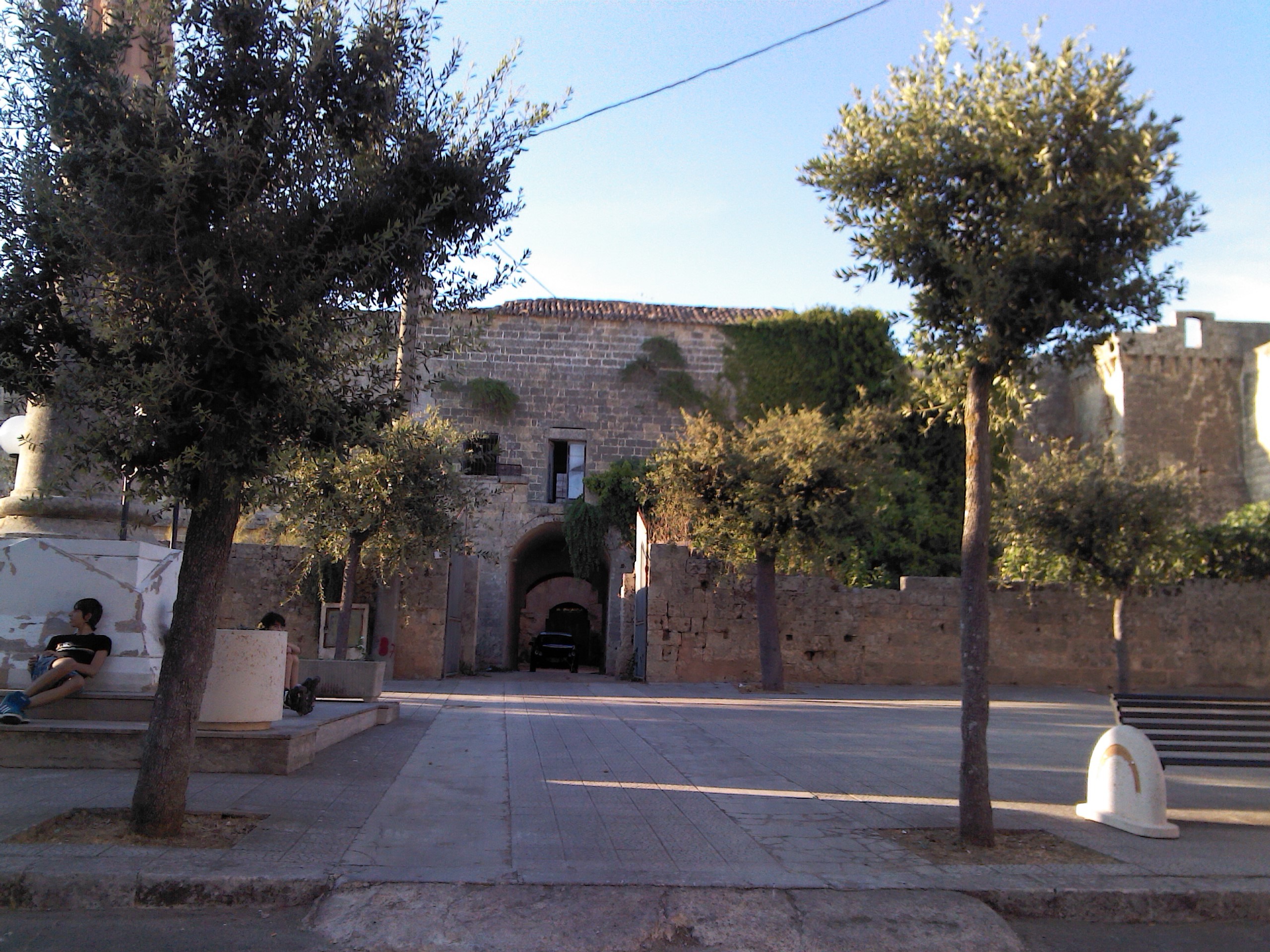
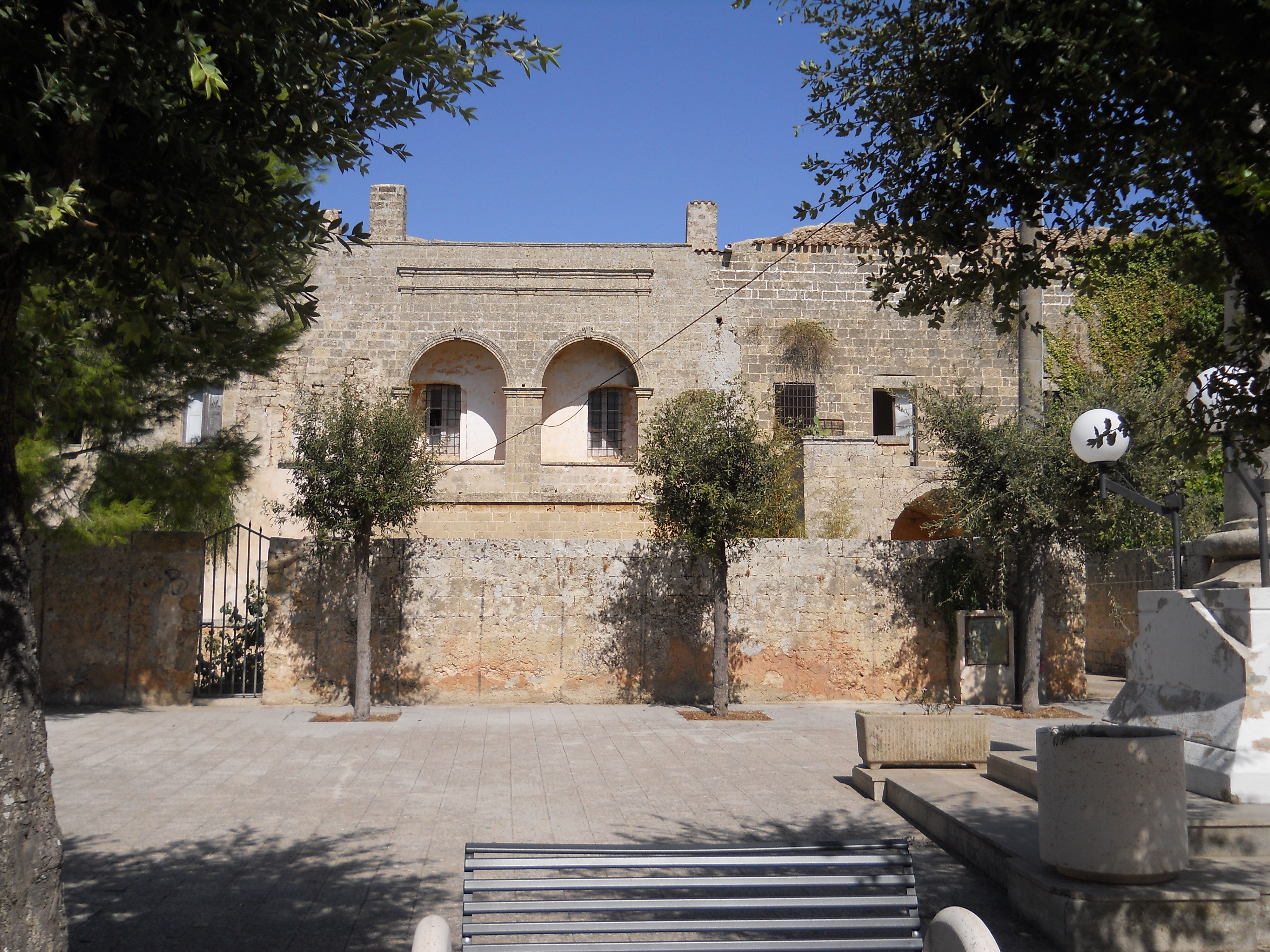
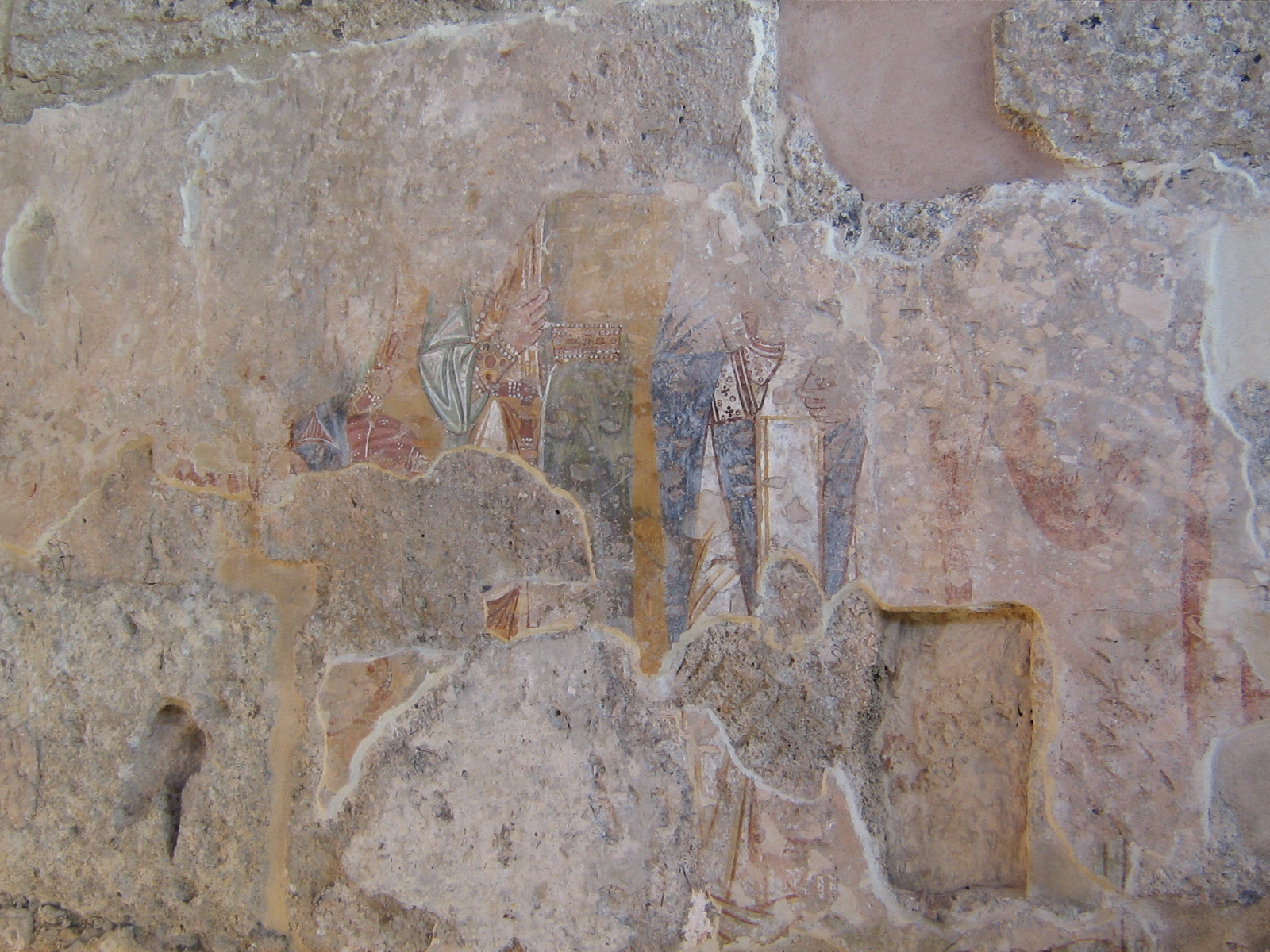
Affreschi di San Pietro